# Сотериу, Мия
Ми́я Соте́риу (англ. Mia Soteriou; Лондон, Англия, Великобритания) — британская актриса, певица, автор песен, композитор, пианистка, гитаристка и тренер по вокалу.

## Биография
Мия Сотериу родилась в Лондоне (Англия, Великобритания). Она окончила Королевский колледж музыки, где обучалась искусству игры на пианино, а затем Оксфордский университет, получив степень по английскому языку.
Начиная с 1983 года, Мия сыграла почти в 30-ти фильмах и телесериалах. Одна из её самых известных работ — роль Мирри Маз Дуур в первом сезоне телесериала «Игра престолов» (2011). Сотериу иногда выступает в качестве автора-исполнителями с рок- и с фольклорно-блюзовыми группами. Она написала музыку и сыграла в многочисленных сценических постановках, включая пьесу «Овцы и куры» Боба Итона, «Кровавые красные розы» и «Леннон», где она играла Йоко Оно. В целом, её музыкальное творчество высоко оценивается критиками.

## Избранная фильмография
| Год       |   | Русское название          | Оригинальное название | Роль                                               |
| --------- | - | ------------------------- | --------------------- | -------------------------------------------------- |
| 1994      | с | Ещё по одной              | Absolutely Fabulous   | гитаристка                                         |
| 1996      | ф | Тайны и ложь              | Secrets & Lies        | невеста                                            |
| 1999      | ф | Кутерьма                  | Topsy-Turvy           | Миссис Расселл                                     |
| 2000—2014 | с | Жители Ист-Энда           | EastEnders            | патронажная сестра / Пола Кэмпбелл / Мина Макерджи |
| 2005—2007 | с | Чисто английское убийство | The Bill              | Эдриенн Лайнос / Хелен Мэгли                       |
| 2007      | ф | Порок на экспорт          | Eastern Promises      | жена Азима                                         |
| 2008      | ф | Мамма Mia!                | Mamma Mia!            | Арина                                              |
| 2011      | с | Игра престолов            | Game of Thrones       | Мирри Маз Дуур                                     |